# VV Veendam in het seizoen 1962/63
Het seizoen 1962/1963 was het negende jaar in het bestaan van de Veendamse betaaldvoetbalclub Veendam. De club kwam uit in de Eerste divisie en eindigde daarin op de 13e plaats. Tevens deed de club mee aan het toernooi om de KNVB beker, hierin werd in de tweede ronde verloren van N.E.C. (2–3).

## Wedstrijdstatistieken

### Eerste divisie
|       | DHC   | DWS   | Eindhoven | Elinkwijk | Enschedese Boys | Excelsior | Fortuna | Go Ahead | Limburgia | RBC   | Roda JC | SHS   | Sittardia | Velox | VVV   |
| ----- | ----- | ----- | --------- | --------- | --------------- | --------- | ------- | -------- | --------- | ----- | ------- | ----- | --------- | ----- | ----- |
| Thuis | 1 – 1 | 0 – 3 | 0 – 0     | 0 – 3     | 0 – 2           | 0 – 1     | 4 – 1   | 1 – 3    | 3 – 0     | 1 – 2 | 2 – 1   | 4 – 1 | 4 – 1     | 2 – 1 | 1 – 2 |
| Uit   | 1 – 1 | 1 – 2 | 3 – 2     | 4 – 2     | 5 – 5           | 0 – 0     | 3 – 2   | 1 – 0    | 2 – 2     | 5 – 3 | 0 – 0   | 1 – 0 | 5 – 1     | 4 – 4 | 3 – 3 |

### KNVB beker
| 2e ronde                                        | Veendam              | 2 – 3 (1 – 1) | N.E.C.                                             |
| 16 december 1962 Plaats: Veendam De Langeleegte | Willy Wilbers –', –' |               | –' (pen.) Frans Stallen Hans Verhagen Cor Smulders |

## Statistieken Veendam 1962/1963

### Eindstand Veendam in de Nederlandse Eerste divisie 1962 / 1963
| Stand | Gespeeld | Gewonnen | Gelijk | Verloren | Punten | Doelpunten voor | Doelpunten tegen |
| ----- | -------- | -------- | ------ | -------- | ------ | --------------- | ---------------- |
| 13e   | 30       | 7        | 9      | 14       | 23     | 50              | 60               |

### Topscorers
| #      | Naam               | Goal |
| ------ | ------------------ | ---- |
| 1.     | Jan Hoekema        | 14   |
| 2.     | Jan Kuiper         | 13   |
| 3.     | Willy Wilbers      | 10   |
| 4.     | Bé Kuiper          | 5    |
| 5.     | Harry Hulshof      | 3    |
| 6.     | Mattheus Korte     | 2    |
| 7.     | Geert Hendriks     | 1    |
| 7.     | Sietze de Jong     | 1    |
| 7.     | Gerrit Uittenbosch | 1    |
| Totaal | Totaal             | 50   |

| #      | Naam          | Goal |
| ------ | ------------- | ---- |
| 1.     | Willy Wilbers | 2    |
| Totaal | Totaal        | 2    |

## Voetnoten
DHC ·
DWS ·
Elinkwijk ·
Enschedese Boys ·
Eindhoven ·
Excelsior ·
Fortuna ·
Go Ahead ·
Limburgia ·
RBC ·
Roda JC ·
SHS ·
Sittardia ·
Veendam ·
Velox ·
VVV